# Yeraskhahun
Yeraskhahun là một đô thị thuộc tỉnh Armavir, Armenia. Dân số ước tính năm 2011 là 2132 người.